# Wasserturm Möller-Wedel
| Wasserturm der Fa. Möller-Wedel | Wasserturm der Fa. Möller-Wedel     |
| Wasserturm                      | Wasserturm                          |
| Daten                           | Daten                               |
| ------------------------------- | ----------------------------------- |
| Baujahr:                        | 1943                                |
| Turmhöhe:                       | 39 m                                |
| Nutzhöhe:                       | 37,5 m                              |
| Behälterart:                    | Mehrere verbundene Rechteckbehälter |
| Gesamtvolumen der Behälter:     | 300 m³                              |
| Betriebszustand:                | In Betrieb (2010)                   |
| Sonstige Nutzung:               | Büroräume unterhalb des Behälters   |

Der Wasserturm der Firma Möller in Wedel liegt auf dem Betriebsgelände der Firma (Anschrift: Rosengarten 10). Zusammen mit dem angebauten Betriebsgebäude wurde er 1943 errichtet. Als Anbau ist er nicht sogleich als Wasserturm kenntlich, zumal er unterhalb des Behälterbereichs als Bürogebäude genutzt wird.

## Bauwerk
Es handelt sich um ein funktionales Backsteinbauwerk mit verputztem Erdgeschoss auf rechteckigem Grundriss. Oberhalb der Büroetagen liegt – etwas eingerückt – der Behälterbereich mit einer umlaufenden Galerie. (Im Hauptgebäude finden wir die gleiche Gliederung mit eingerücktem Obergeschoss und Galerie.) Hinter den schlichten oberen Mauern befindet sich ein System von verbundenen Wasserbehältern mit einem Fassungsvermögen von insgesamt 300 m³. Eine umgitterte Plattform auf dem Dach schließt den Bau nach oben ab. Hier wurden in letzter Zeit Webcams montiert, die einen Blick auf die Stadt zeigen.

## Geschichtliches zur Wasserversorgung von Wedel
Die Wasserversorgung Wedels ist eng mit der Firma Möller-Wedel verknüpft. Das aus einem Handwerksbetrieb des Wedeler Optikers Johann Diedrich Möller entstandene Unternehmen entwickelte sich Anfang des 20. Jahrhunderts zu einem Industriebetrieb. Um das zum Schleifen optischer Elemente benötigte Wasser zu gewinnen, ließ Möller 1911 einen Tiefbrunnen bohren und errichtete ein Jahr später einen ersten Wasserturm. Das geförderte Wasser wurde von Anfang an nicht nur für den Betrieb verwendet, sondern auch an die umliegenden Haushalte und an den Bahnhof geliefert. Der erhöhte Wasserbedarf führte in den 1920er Jahren zu Erweiterungen der Wasserversorgungsanlage. Dabei wurde der alte Wasserturm aufgestockt. 1929 schloss die Firma Möller zwecks Wasserlieferung einen Vertrag mit der Stadt Wedel.
Anfang der 1940er Jahre reichte auch diese Erweiterung nicht mehr aus, um Betrieb und Haushalte zu versorgen. Das neue Produktionsgebäude wurde so gestaltet, dass ein Trakt erhöht wurde, um als Wasserturm zu dienen. Nach Fertigstellung des Baus legte man den alten Wasserturm still, sein Abriss erfolgte aber erst in den 1980er Jahren.

## Gegenwärtige Wasserversorgung von Wedel
Seit 1956 liegt die Versorgung mit Trinkwasser in den Händen der Stadtwerke Wedel. Das etwa 40 km lange Ortsrohrnetz der Firma Möller wurde von der Stadt mit allen Verpflichtungen und Rechten erworben. Das Trinkwasser wurde aber weiterhin von Möller eingespeist. Zusätzlich bezogen die Stadtwerke Trinkwasser von den Hamburger Wasserwerken.
Die I.D. Möller-Wasserwerke GmbH ist eine Tochterfirma von Möller-Wedel, die inzwischen der Firmengruppe Haag-Streit angehört. Sie besaß drei Brunnen und ein Wasserwerk mit Anlagen zur Aufbereitung des Rohwassers. Außerdem befinden sich im Werksgebäude zwei zusätzliche Wassertanks mit je 400 m³ Fassungsvermögen. Zusammen mit dem Hochbehälter können also 1100 m³ Wasser gespeichert werden. Die Versorgung der Straßenzüge rund um das Firmengelände erfolgte über das an die Stadt verkaufte Leitungsnetz. Damit wurde etwa ein Drittel des Stadtgebietes von Wedel mit Trinkwasser von Möller beliefert. Auch der Wasserturm war weiterhin in Betrieb. Es gab aber das Vorhaben, moderne Pumpanlagen zur Aufrechterhaltung eines konstanten Wasserdrucks anzuschaffen. Damit wären die Hochbehälter im Turm überflüssig geworden. Anfang 2016 endete die Wasserversorgung der I.D. Möller-Wasserwerke GmbH aufgrund fehlender Einnahmen des Unternehmens. Damit waren die Hamburger Wasserwerke einziger Lieferant.

## Galerie

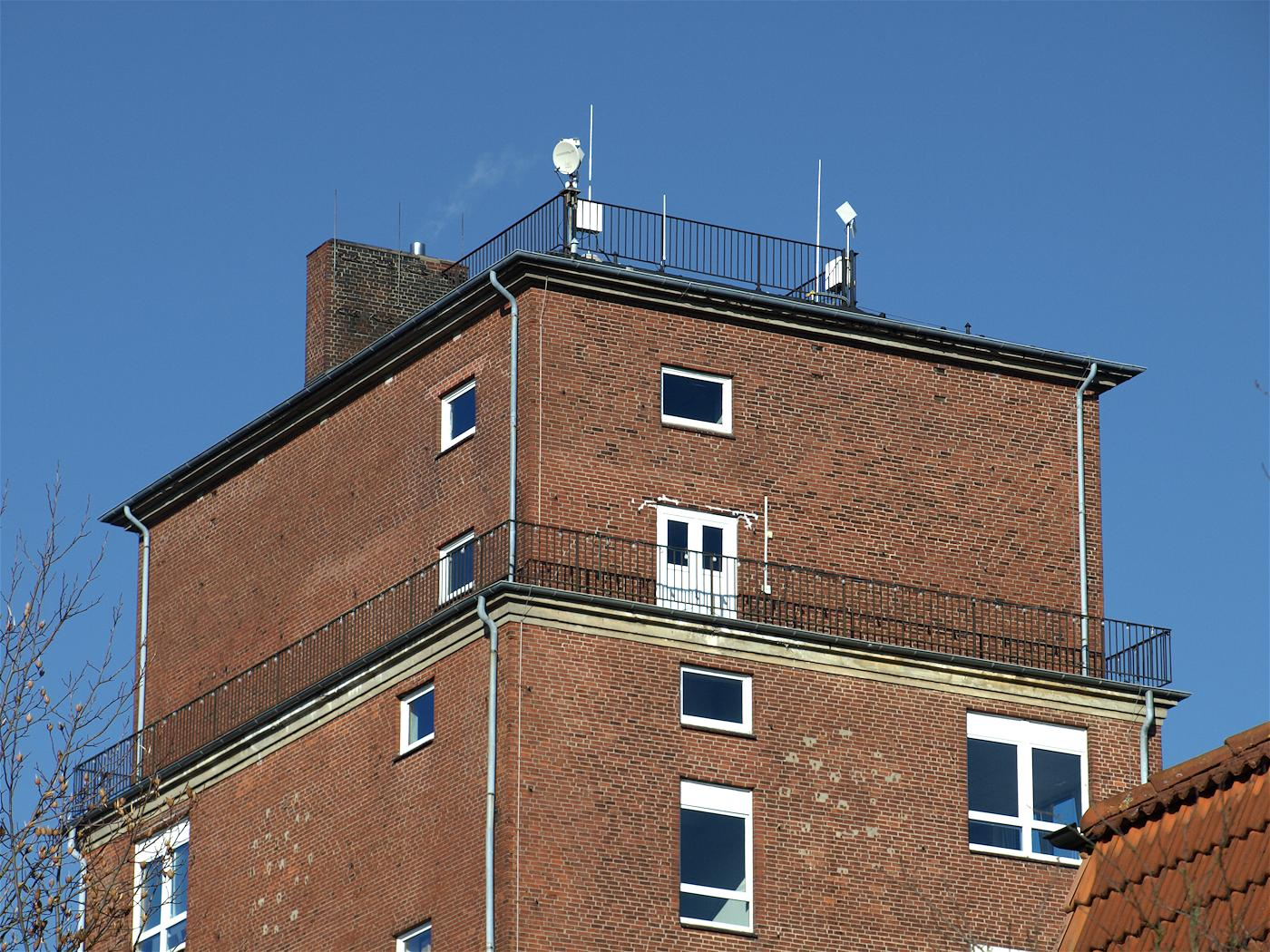
Behältergeschoss mit installierten Webcams
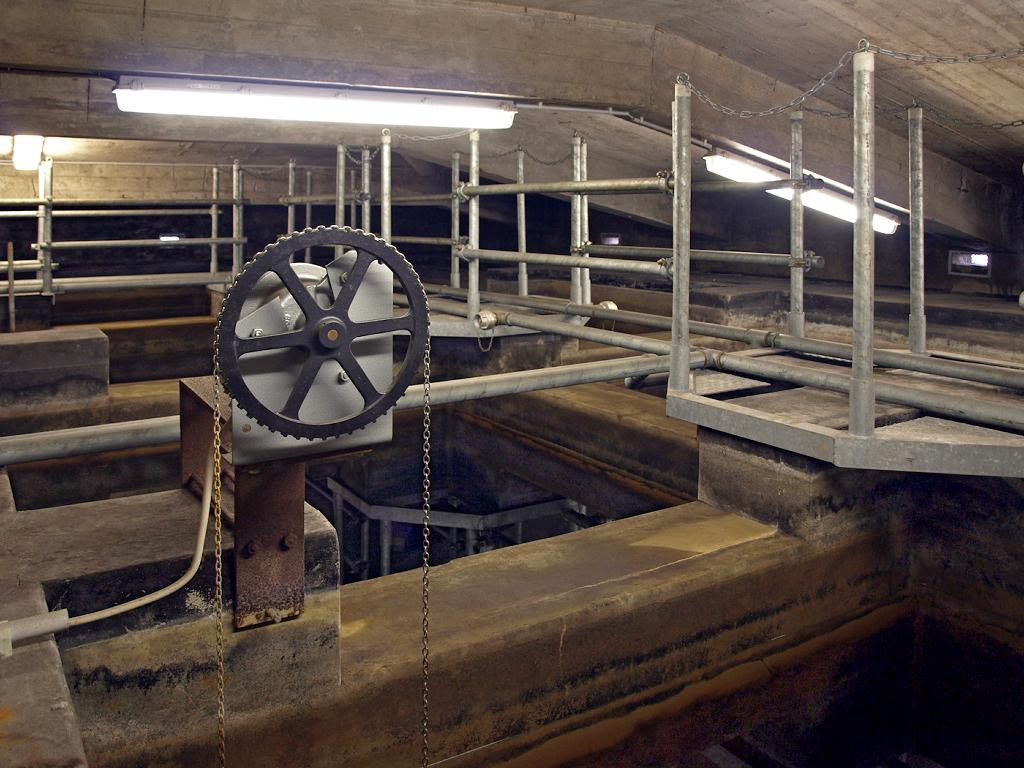
Mehrere miteinander verbundene Behälter nehmen insgesamt 300 m³ Wasser auf.
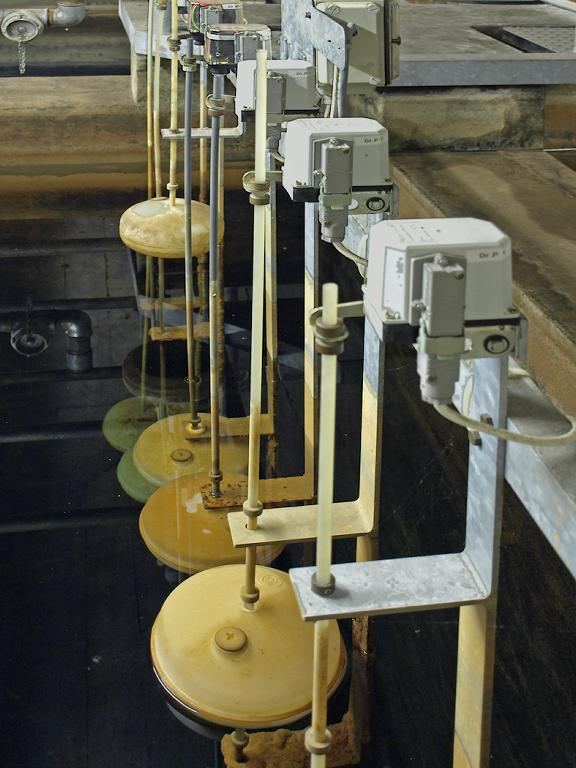
Niveauschalter schalten den Zulauf ab, wenn die Behälter voll sind.
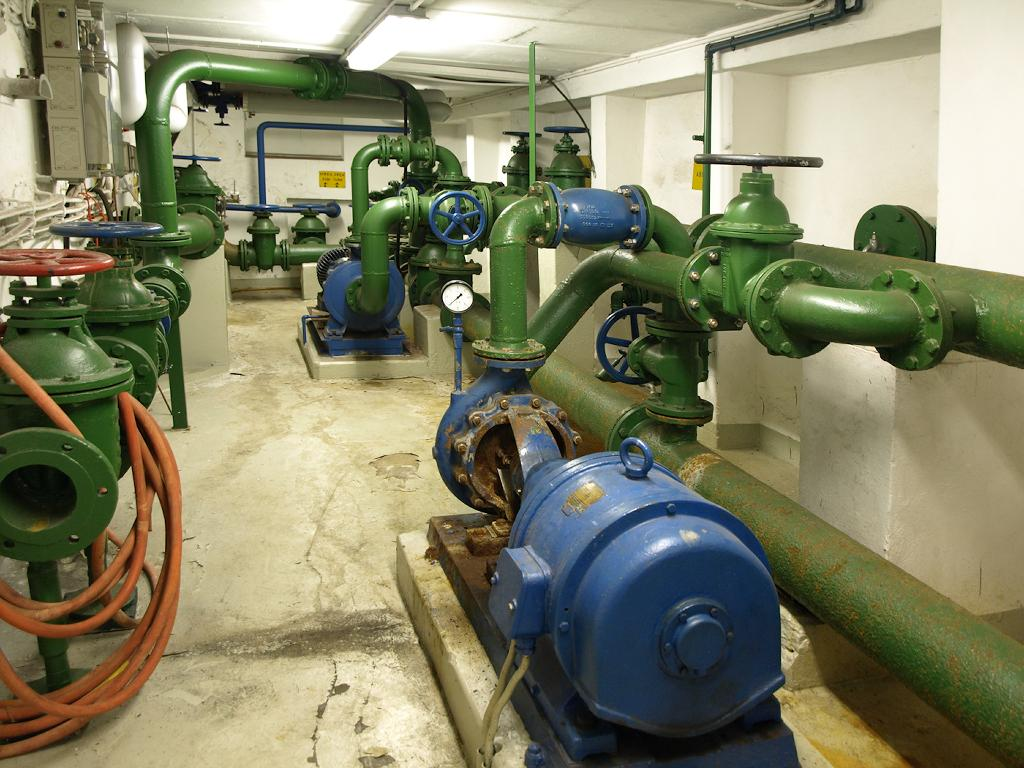
Im Innern des Wasserwerksgebäudes auf dem Betriebsgelände von Möller-Wedel
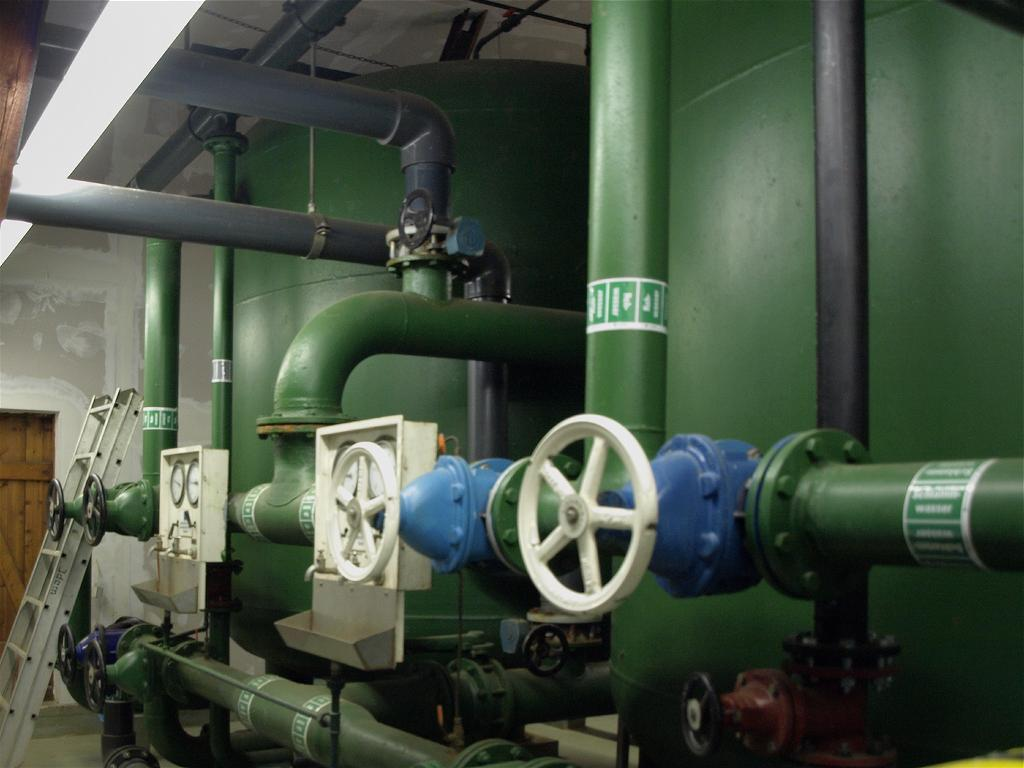
Anlagen zur Wasseraufbereitung Das Rohwasser wird von Mangan und Eisen befreit.
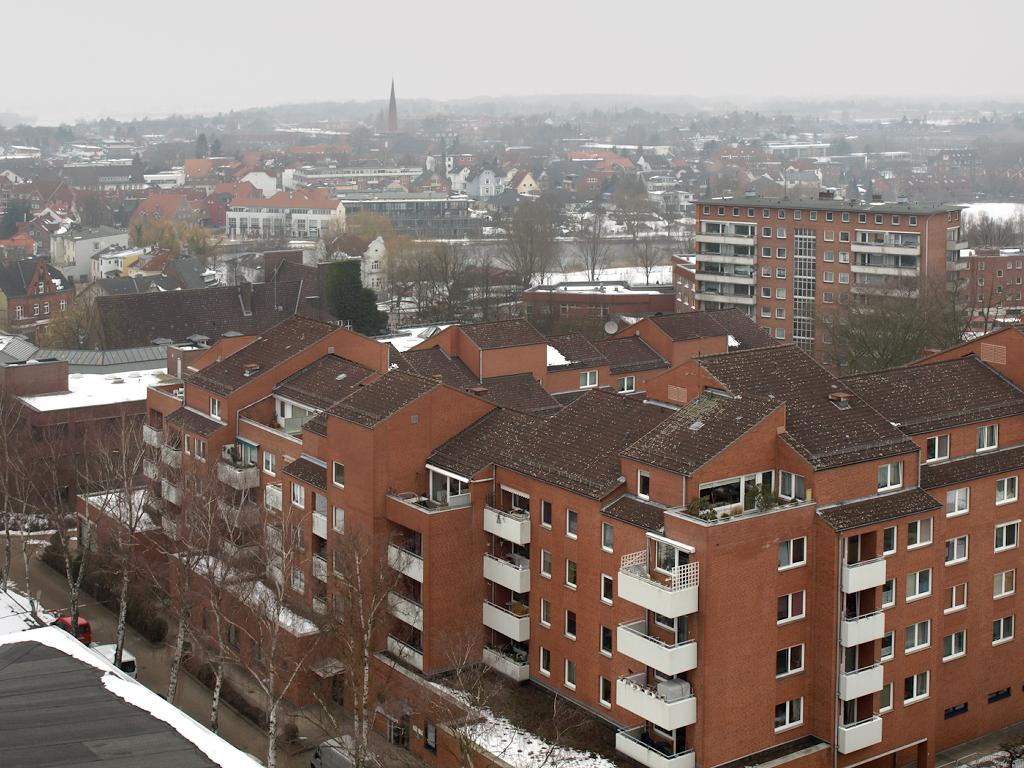
Blick vom Turm. Die Brunnen befinden sich unter dem heutigen Einkaufszentrum.